# HD164136
HD164136 — подвійна зоря. 
Ця подвійна система має видиму зоряну величину в смузі V приблизно 4,5.
Вона розташована на відстані близько 795,5 світлових років від Сонця.

## Подвійна зоря
Головна зоря цієї системи належить до хімічно пекулярних зір й має спектральний клас A9.
Інша компонента має  спектральний клас F2.

## Магнітне поле
Спектр даної зорі вказує на наявність магнітного поля у її зоряній атмосфері.
Напруженість повздовжної компоненти поля оціненої з аналізу
наявних ліній металів
становить  165,0± 185,0 Гаус.